# Amiga Format
Amiga Format fue una revista de computadoras mensual británica para computadoras Amiga, distribuida por Future Publishing. La revista tuvo 136 números desde 1989 hasta el año 2000. Fue formada cuando Future separó a ST/Amiga Format en dos publicaciones separadas (siendo la otra ST Format).
La cubertura de la revista se extendió a hardware y software, al igual que videojuegos. Proporcionaba en cada número un disco con una variedad de demos, además de software y juegos normalmente gratuitos, popularizando el concepto entre sus revistas rivales. En su apogeo, en la primera mitad de 1992, la circulación de la revista promedió 161.256 copias por número.

## Historia
ST/Amiga Format fue una revista mensual que cubría los sistemas operativos de Amiga y Atari ST, y fue creada y distribuida en julio de 1988 por el fundador de Future Publishing, Chris Anderson. Los dos sistemas operativos fueron vistos como rivales, y, por la creciente competencia entre ellos y con el despertar de la venta de la revista de juegos ACE de Future a EMAP, se decidió separar la revista en Amiga Format y ST Format en julio de 1989. Como resultado, el título de doble formato duró 13 números, y el primer número de Amiga Format fue distribuido en agosto de ese año.
Amiga Format cubría todos los aspectos de las computadoras Amiga, tanto hardware como software, y tanto aplicaciones como juegos. Future decidió hacer un spin-off de la revista después de que los lectores exigieran revistas con intereses más específicos. De allí surgieron dos revistas: Amiga Shopper, la cual se enfocaba puramente en el hardware y el lado «serio» del software de Amiga, y Amiga Power, que cubría juegos únicamente, y ambas fueron lanzadas en mayo de 1991.
La revista fue distribuida mensualmente y ofrecía varios tutoriales en múltiples números acerca de software de aplicaciones, como programación en C o renderizado de gráficos LightWave. El último tutorial fue cortado debido a la cancelación de la revista.
Cada número de Amiga Format proporcionaba un disco con software de aplicaciones, juegos del dominio público (sin cargo), y demos de juegos nuevos — una práctica iniciada por Future Publishing y que fue heredada de su predecesor, ST/Amiga Format — popularizando el concepto entre sus revistas rivales. La mayoría de los programas distribuidos en los discos eran software del dominio público, shareware o demos, a menudo disponibles por otros medios, pero ocasionalmente incluían títulos comerciales. Tres ejemplos fueron la versión completa de los juegos Archipelagos y Vaxine, y el procesador de texto Wordworth del número de julio de 1991. Esta práctica provocó la ira de los distribuidores de software, y Amiga Format y sus competidores acordaron detenerla. En otro ejemplo, una versión de Blitz BASIC fue montada en el disco de noviembre de 1993, junto con un juego de apocalipsis zombi escrito en ese lenguaje. Blitz BASIC posteriormente reemplazó a AMOS como forma preferida para programar juegos. Más tarde en su ciclo de vida, la revista se inclinó al CD como medio para almacenar grandes cantidades de software, beneficiando a los usuarios que carecían de acceso a internet. Con su número de 1997, se convirtió en la primera revista de computadoras del Reino Unido en incluir dos discos en un solo número, el segundo disco pensado para los usuarios con chipset AGA.
Durante la estadía de Marcus Dyson en Amiga Format como editor (1993–1994), hubo una competencia para encontrar al mejor juego desarrollado por un lector usando Blitz BASIC. Un juego llamado Total Wormage fue registrado por Andy Davidson. Aunque Total Wormage fuese pasado por alto por los jueces de la revista y, por lo tanto, no ganó, Marcus Dyson, quien era editor cuando la revista organizó la competencia y se había marchado de la distribución para unirse al desarrollador Team17, persuadió a Amiga Format a transferir los derechos del juego al estudio (todas las demos presentadas a la competencia pasaron a ser propiedad de Future Publishing). Team17 completaría el juego y lo lanzaría comercialmente como Worms.
Amiga Format tuvo 136 números en su ciclo de vida, alcanzando la máxima circulación con un promedio de 161.256 copias distribuidas en la primera mitad de 1992, con el último número siendo distribuido en mayo del 2000. En el momento del cierre de CU Amiga Magazine a fines de 1998, fue la única revista regular dedicada a Amiga en el Reino Unido.

## Personal
Marcus Dyson, a quien la revista contrató en 1990 como asistente artístico, se convirtió en editor en 1993 antes de abandonar la revista al año siguiente para ir a Team17. Otro escritor que se volvería editor era el prolífico Steve Jarratt. Los contribuidores incluían a Nick Walkland, quien previamente fue escritor del personal de la revista de juegos de aventuras Confidential y después parte del programa de televisión Games World, y Richard Burton y David Crookes, quienes después escribirían para Retro Gamer. Otros escritores incluían a Andy Nuttall y James Leach, quienes también escribieron para otras revistas de videojuegos antes de entrar a Bullfrog Productions.